# Adekar
Adekar (em árabe: اذكار) é uma cidade e comuna localizada na província de Bugia, Argélia. Segundo o censo de 2008, a população total da cidade era de 13 067 habitantes.